# Théorie de la connaissance de Kant
La théorie de la connaissance de Kant est exposée en particulier dans la Critique de la raison pure. Le point de départ de cette réflexion est, de l'aveu même d'Emmanuel Kant, le scepticisme empiriste de Hume, qui l'a réveillé de « son sommeil dogmatique ». Hume a, en effet, construit une critique radicale des fondements de la métaphysique de Leibniz et de Wolff, dont Kant avait été un adepte. « Depuis les tentatives de Locke et de Leibniz ou plus exactement depuis la naissance de la métaphysique - aussi loin que nous connaissons son histoire - il n'y a eu aucun évènement qui aurait pu être plus décisif concernant le destin de cette science que l'attaque de David Hume contre celle-ci », dit-il encore dans les Prolégomènes à toute métaphysique future qui voudra se présenter comme science, œuvre qui vise à expliquer de façon plus simple le projet de la première Critique.
Le titre même de cet ouvrage explicite le projet kantien : il s'agit, après Hume, de refonder la métaphysique sur des bases solides, et d'en faire une science rigoureuse, en imitant l'exemple de la révolution copernicienne. De la même façon que Copernic a montré que la terre tournait autour du soleil et non l'inverse, Kant affirme que le « centre » de la connaissance est le sujet connaissant (l'homme ou l'être raisonnable), et non une réalité extérieure par rapport à laquelle nous serions simplement passifs. Ce n'est donc plus l'objet qui oblige le sujet à se conformer à ses règles, c'est le sujet qui donne les siennes à l'objet pour le connaître. Ceci a pour conséquence immédiate que nous ne pouvons pas connaître la réalité en soi (nouménale), mais seulement la réalité telle qu'elle nous apparaît sous la forme d'un phénomène.
La critique kantienne est ainsi une tentative de dépasser l'opposition entre le « dogmatisme », ou l'idéalisme, et le « scepticisme », représenté par l'empirisme humien: « la métaphysique est un champ de bataille », dit-il ainsi dans la première Critique. D'après Martin Heidegger (Kant et le problème de la métaphysique [réf. nécessaire] ), Kant aurait été le premier philosophe à ne pas se contenter de rejeter la métaphysique traditionnelle, mais qui aurait compris son travail philosophique comme une refondation de la métaphysique.
Cette refondation est, dans le même temps, assignation de limites à l'entendement humain : Kant établit une ligne de partage entre ce qui est accessible à la raison humaine et ce qui la dépasse, permettant ainsi de distinguer la science d'une part, et ce qui relève de la croyance d'autre part. Tout énoncé prétendant formuler une vérité certaine sur Dieu est ainsi qualifié de « dogmatique » : le projet même d'une théologie rationnelle, dans sa forme classique (qui passe par exemple par les « preuves de l'existence de Dieu ») est ainsi invalidé. Réciproquement, toute profession d'athéisme qui voudrait s'appuyer sur la science pour affirmer l'inexistence de Dieu est, elle aussi, renvoyée du côté de la simple croyance: toutes ces questions, qui concernent les Idées transcendantales (Dieu, l'âme et le monde), ne peuvent pas devenir l'objet de notre connaissance (qui s'appuie toujours sur la réceptivité des sens unie à la spontanéité de l'entendement). C'est pourquoi Kant écrit, dans sa préface à la seconde édition de la Critique de la raison pure: « Je dus donc abolir le savoir afin d'obtenir une place pour la croyance ».
Limiter les prétentions de la raison (en révélant les illusions transcendantales) : telle est dans le fond la solution que veut apporter Kant à la crise de la métaphysique. Il faut que la raison apprenne que certaines questions dépassent ses capacités. Cette limitation n’est possible que par une critique complète de la raison par elle-même. Il faut entreprendre une critique de la raison par la raison : voilà le sens véritable du titre Critique de la raison pure. Le terme de critique renvoie étymologiquement au grec krinein, qui signifiait juger une affaire (au sens juridique). La raison organisera donc un procès de ses propres prétentions, « dogmatiques », à connaître des objets situés par delà l’expérience, appelés par Kant noumènes (par contraste avec les phénomènes). La Critique de la raison pure est donc un tribunal qui a pour fonction de limiter les prétentions de la raison.

## Introduction à laCritique de la raison pure
Dès l'introduction à la Critique de la raison pure, Kant élabore la distinction entre jugements analytiques et jugements synthétiques, et pose la question fondamentale de la Critique de la raison pure: « comment des jugements synthétiques a priori sont-ils possibles? »

### Le jugement analytiquea prioriet la connaissance pure
Un jugement analytique est une proposition qui, bien que certaine, n'apprend rien de nouveau, mais ne fait qu'expliciter ce qui est déjà dans le concept. C'est donc une proposition "explicative". Par exemple, si je dis « tous les corps sont étendus », je ne fais qu'expliquer le concept de « corps », c'est-à-dire que je l'analyse en le décomposant en sous-concepts (le concept d'étendue est un sous-concept du concept de corps). Cette proposition, « tous les corps sont étendus », qui ajoute un prédicat, l'étendue, au sujet, le corps, est donc nécessairement vraie, puisque le prédicat (étendu) appartient déjà au sujet (corps).
Un tel jugement est donc a priori en ce qu'il est nécessairement et universellement vrai, c'est-à-dire vrai en tout temps et en tout lieu. Il s'agit donc d'une vérité certaine. La nécessité et l'universalité sont en effet, selon Kant, les deux critères de la connaissance a priori, donc indépendante de l'expérience, c'est-à-dire d'une connaissance pure.
Tout le projet kantien va tourner autour de cette élaboration, pour la métaphysique, d'une connaissance pure (d'où l'expression « raison pure »), donc nécessaire et universelle, ou encore certaine. La connaissance empirique ne peut en effet fournir qu'une connaissance du particulier, mais elle ne peut pas établir de véritable loi scientifique. En d'autres termes, la connaissance empirique s'expose toujours à un démenti de l'expérience: un fait ne peut être considéré comme vrai que jusqu'à ce qu'un autre fait ne vienne le démentir. La supériorité épistémologique de la connaissance pure, c'est-à-dire a priori, sur la connaissance empirique est donc évidente.

### Le jugement synthétiquea posterioriet la connaissance empirique
Un jugement synthétique, au contraire, ajoute au concept un prédicat qui n'est pas contenu dans ce concept. C'est donc un « jugement extensif », qui permet d'étendre la connaissance, c'est-à-dire d'apprendre quelque chose de nouveau. Les jugements synthétiques sont donc ce qui permet d'expliquer le progrès de la science.
Or, un jugement analytique est vrai a priori, c'est-à-dire avant même toute expérience : n'étant qu'une simple tautologie, il n'a nul besoin de l'expérience pour être prouvé. Un jugement synthétique, au contraire, requiert normalement que j'apprenne quelque chose de l'expérience: ainsi, si je dis « tous les corps sont pesants », j'ajoute la pesanteur au concept de corps, et je ne peux faire cela qu'en faisant l'expérience que tous les corps sont pesants. J'ajoute au sujet (les corps) un prédicat qui n'était pas déjà contenu dans le sujet, il s'agit donc d'un jugement synthétique a posteriori.
Toutefois, et c'est là l'énigme que soulève Kant, il existe, à côté des jugements analytiques a priori et des jugements synthétiques a posteriori, une troisième classe de jugements, qui sont les « jugements synthétiques a priori ». Si de tels jugements existent, cela signifie qu'il est possible d'augmenter notre connaissance, de façon certaine, sans faire appel à l'expérience. La connaissance pure peut donc progresser d'elle-même, pas simplement par simple analyse de ses concepts, mais aussi par synthèse.
Or, si les sciences expérimentales font appel à des jugements synthétiques a posteriori (ils forment des propositions qui sont dérivées de l'expérience et validées par elles), les sciences théorétiques, comme les mathématiques, forment selon Kant des jugements synthétiques a priori: elles n'ont nul besoin de l'expérience pour formuler des propositions qui sont à la fois nécessaires et universelles. Le projet kantien vise donc à faire de la métaphysique une véritable science, sur le modèle des mathématiques.

## L'esthétique transcendantale
Le début de la première Critique est consacré à l'esthétique transcendantale. Transcendantal, chez Kant, renvoie à tout ce qu'il est possible de connaître a priori, avant toute expérience (et doit être soigneusement distingué de « transcendant ») : il s'agit des « conditions de toute expérience possible ». Le criticisme kantien consiste à découvrir et analyser ces conditions de l'expérience et, par conséquent, de la connaissance en général, abstraction faite de telle ou telle connaissance en particulier. Or « nous ne connaissons a priori des choses que ce que nous y mettons nous-mêmes »: il s'agit donc de se tourner vers le sujet lui-même pour déterminer l'étendue et les limites de notre connaissance de tout objet.
Kant établit que toute connaissance requiert d'une part, la sensibilité, comme faculté de recevoir des représentations et donc d'être affecté par les objets du monde extérieur; d'autre part, l'entendement, comme faculté de former des concepts et de les appliquer à ces intuitions. Ces deux facultés sont indispensables pour former une connaissance ("Des pensées sans contenu sont vides, des intuitions sans concepts, aveugles"). Toute intuition qui se rapporte à un objet par la sensation est dite empirique. Or, Kant va montrer que nous ne pouvons connaître que des phénomènes, par opposition aux noumènes. Il appelle phénomène « l'objet indéterminé d'une intuition empirique ». La connaissance naît donc de l'application d'un concept pur à un objet des sens.
L'esthétique transcendantale se consacre néanmoins non pas aux intuitions empiriques, mais aux formes a priori de l'intuition qui sont requises pour toute expérience possible. Autrement dit, il nous est impossible de faire l'expérience de quelque chose, et donc de connaître quelque chose, sans le connaître à travers ces formes a priori de l'intuition, qui sont au nombre de deux : l'espace et le temps. Les mathématiques appliquent ainsi des concepts à ces intuitions pures que sont le temps et l'espace; tandis que les sciences expérimentales appliquent des concepts aux intuitions empiriques: « ce qui, dans l'espace et dans le temps, est immédiatement représenté comme réel, à travers la sensation. ». Le phénomène est donc ce qui se donne immédiatement à nous sous les formes du temps et de l'espace.

## L'analytique transcendantale
Dans la partie consacrée à l'« analytique transcendantale », Kant montre ensuite qu'outre l'espace et le temps, nous ne pouvons connaître un objet sans faire appel à des « concepts purs de l'entendement », aussi appelés catégories (terme qui provient d'Aristote). Kant établit ainsi une table des catégories, déduite de la table des jugements, sans lesquelles nous ne pouvons connaître aucun objet. Celle-ci contient les catégories :
- de la quantité (unité, pluralité, totalité);
- de la qualité (réalité, négation, limitation)
- de la relation (inhérence et subsistance ou substantia et accidents), causalité et dépendance, ou cause et effet, et communauté, ou action réciproque entre l'agent et le patient);
- et de la modalité (possibilité et impossibilité; existence et non-existence; nécessité et contingence).

Un certain nombre de conséquences majeures vont découler de cela: tout ce qui est hors du temps et de l'espace ne pourra être connu par l'homme; de même, il nous sera impossible de connaître quelque chose qui ne dépend pas du principe de causalité. Or, le propre de la liberté d'une part, et de Dieu d'autre part, c'est précisément, selon Kant, d'être atemporel. Il n'y a donc aucune démonstration possible de leur existence. En outre, puisque le concept de causalité est lié au concept de loi, la liberté sera nécessairement conçue selon un principe de causalité, dit « causalité intelligible »: c'est la source du concept kantien d'autonomie de la volonté (voir Philosophie pratique de Kant). En d'autres termes, s'il y a une possibilité d'acte libre, c'est-à-dire d'une causalité intelligible, qui échappe à la causalité naturelle, phénoménale, de l'enchaînement empirique des causes et des effets, celle-ci ne peut avoir lieu que si elle est elle-même en rapport avec une loi: la loi morale. La loi morale est donc le nom du principe de causalité propre à la volonté (ou liberté, libre arbitre). Voir à ce sujet la philosophie de la liberté de Kant.

## La dialectique transcendantale
Le « dogmatisme de la raison » est dû à sa nature même : la raison éprouve en effet le désir de connaître des objets se trouvant en dehors de l’expérience (qu'elle soit sensible ou intelligible), à savoir Dieu, la liberté et l’âme. C'est un désir inévitable  par lequel elle engendre elle-même des antinomies, ou problèmes insolubles, et des sophismes métaphysiques. La raison s'imagine en effet qu'elle peut connaître des objets transcendant l'expérience, c'est-à-dire des noumènes (ou encore choses en soi).
Alors que tout concept a besoin d'une intuition sensible, la raison tente ici de connaître des entités purement intelligibles, suprasensibles, c'est-à-dire des Idées, pour lesquelles il n'y a pas d'intuition correspondante.
Il ne s'agit pas, toutefois, d'erreurs de la raison, mais d'illusion : rien ne peut en effet supprimer ce mouvement d'illusion en sa racine : on peut seulement en prendre conscience, pour s'en préserver autant que possible, et la philosophie doit fixer des limites à l'entendement; « la raison » a « besoin d'une discipline pour contenir ses débordements et éviter les illusions qui en proviennent ». Mais il n'est ni possible, ni souhaitable, de détruire ces illusions, qui comportent un aspect positif. Si la « philosophie de la raison pure » permet ainsi d'« éviter les erreurs » du dogmatisme, elle permet aussi de « mettre en sûreté », contre les attaques du scepticisme, les connaissances provenant de l'usage régulé de l'entendement, lorsqu'il se cantonne au champ des phénomènes.